# アステリックス
アステリックス（フランス語: Astérix）は、1959年にルネ・ゴシニ（ストーリー執筆）とアルベール・ユデルゾ（コミック担当）によって生み出されたフランスコミック（劇画）のシリーズ、およびその主人公の人気キャラクターの名である。1977年にゴシニが亡くなった後も、ユデルゾが単独でこのシリーズを描き続けていた。
舞台は古代ローマ時代のガリアで、主人公のガリア人アステリックスの造形には、ガイウス・ユリウス・カエサルと戦ったガリア人の英雄ウェルキンゲトリクスの片鱗が投影されていると言われている。
このコミック本は、数多くの言語に翻訳され、その中にはラテン語、ギリシア語も含まれている。これらはおそらく世界で最も人気のあるフランス生まれのコミックで、ほとんどのヨーロッパや中南米の国々のすべての年代の人々になじみのものといっても間違いないであろう。アステリックスは、強力で多産なコミックの文化を持っているアメリカ合衆国と日本では、ほとんど知られていない。
日本では1973年12月から、双葉社にて『ラッキー・ルーク』と共に日本語訳が出版された。
このシリーズは、全世界で3億9300万部以上を発行している。
このシリーズは、すべての年代の人に向けた要素が盛り込まれている。また歴史的な古典の教養を下敷きにしており、コミックの一部は歴史などの教科書などにも転載されている。
キャラクターたちの名前は、駄洒落が多く、フランス語以外の言語に翻訳するのが難しいものもある。

## 世界観について
身体は小さいが賢く機敏で如才のない主人公アステリックスと、ちょっとのろまだが心根の優しい怪力男のオベリックス達は、紀元前50年頃古代ヨーロッパのガリア北西部の架空の小さな村に住んでいる。村は、ローマ軍とユリウス・カエサル（ジュリアス・シーザー）によって、ガリアのほぼほとんどの村々が征服されていった中で、まだその独立を維持し、ガリアの拠点を守っている。
村の住民たちは、ドルイドの僧パノラミックスにより調合された魔法の飲み物を飲むと超人的な力を発揮することができる。村は一方は大西洋に面し、それ以外はローマに屈した村々に囲まれており、ローマの侵略に常に備えていなければならないという緊張状態に置かれている。
多くのアステリックスのシリーズ本で繰り返される筋書きは、ローマ兵がこの村人たちが秘密の薬を飲もうとするのを阻止しようとしたり、その飲み物の調合法を盗み出そうとしたりといったものが多い。大概はアステリックスの主人公と仲間たちによって他愛もなく退けられてしまう。
アステリックスのコミックに溢れんばかりのユーモアは、典型的なフランス風の一種カリカチュアで、駄洒落が多く、現代のヨーロッパ人やフランスに特有のセンスによるものである。フランス的なしゃれや駄洒落は、外国語にはそのニュアンスを正確に翻訳するにはかなり困難があり、フランス語で読まない限り、作者たちの意図したものを正しく楽しむのは難しい。それでいくつかの翻訳では、翻訳に際してその国のジョークを挿入するといった苦肉の策を労している。たとえば、イタリア語の翻訳では、20世紀のローマの俗語を加えるなどしている。最近の新刊では、どこの国でも通用しそうなユーモアを盛り込むような配慮が、台詞でもコミックの描写でもなされるようになってきた。
画一的ですべてがお約束どおりのようなフランスの熱烈な愛国主義のスタイルにもかかわらず、このシリーズはヨーロッパのほとんどの国やフランス語圏の国々から好意的に受け止められている。ユデルゾの愛国主義の雛形は、イタリア由来のもので、ゴッシニイのそれは、ウクライナ・ポーランド系のもので、これらの混合が、さまざまな国の文化の中でもこのコミックが受け入れられる素地となっているかもしれない。

## 登場人物
キャラクター名については基本的に双葉社から1974年に出た日本語版の名前に準拠し、日本語版が出版されていない場合はフランス語名のカタカナ転写にするものとする。また、必要に応じて英語名などを併記する。
アステリックス（Astérix）
声 - 野沢那智（ちびでかの大冒険）、土方優人（ミッション・クレオパトラ）、斉藤隼一（アステリックスとオベリックス: 史上最大のバトル）
本作の主人公。小柄なガリア人の戦士で、あらゆる危険なミッションは即座に彼に委ねられる。ドルイドのパノラミックスの作る魔法の薬を飲んで超人的な力を発する。
オベリックス（Obélix）
声 - 雨森雅司（ちびでかの大冒険）、銀河万丈（ミッション・クレオパトラ）、吉柳太士郎（アステリックスとオベリックス: 史上最大のバトル）
アステリックスの大親友で、メンヒルの運搬人。アステリックスの冒険にはほぼ常に付いていく。犬のイデフィックスを飼っている。子供の時に魔法薬の入った鍋の中に落ちたため怪力であり、これ以上魔法薬を飲んではいけない。
イデフィックス（Idéfix）
オベリックスのお供の犬。ルテティア出身。木が倒れると吠えるエコロジストである。
パノラミックス（Panoramix）
声 - 有本欽隆（ちびでかの大冒険）、村松康雄（ミッション・クレオパトラ）、相樂真太郎（アステリックスとオベリックス: 史上最大のバトル）
アステリックスの村のドルイド。ヤドリギを煎じて、超人的な力を与える魔法の薬を作る。
アシュラントリックス（Assurancetourix）
声 - 竹内昴 （アステリックスとオベリックス：史上最大のバトル）
ガリア人の村の吟唱詩人。ひどい音痴な割にやたら歌いたがるため、その度に村人に殴られたり、楽器を壊されたり、毎回最後にある宴会では木に縛り付けられていたりする。また、村の子供たちの教師を担当していることもある。
アブララクルシックス（Abraracourcix）
声 - 藤本譲（ちびでかの大冒険）、烏田裕志（アステリックスとオベリックス: 史上最大のバトル）
ガリア人の村の村長で、味方からは慕われ、敵からは恐れられる老戦士。唯一の心配事は天が頭の上に落ちてくることだが、「今日、明日のことではない」と気にしていない。従者を二人付けており、盾の上に乗って彼らに運搬してもらい移動する。妻のボンミン（Bonemine）には頭が上がらない。
ジュリアス・シーザー
声 - 玄田哲章（ちびでかの大冒険）、岩崎ひろし（ミッション・クレオパトラ）、広瀬竜一（アステリックスとオベリックス：史上最大のバトル）
実在したローマ帝国の総督。ガリアのほぼ全土を掌握したものの、アステリックスたちの村だけが抵抗を続けていることに悩まされている。ガリア人の敵ではあるものの聡明な人物として描写されており、時には寛大さを見せることがある。

## 作品一覧
- アステリックスの冒険、作：ルネ・ゴッシニイ、画：アルベール・ユデルゾ、監修：渡辺一夫、翻訳：松原秀一、新倉俊一、西本晃二、双葉社、1974

1. アステリックスの冒険
2. 黄金の鎌
3. アステリックスとゴート族

## 映像化作品
アステリックスの最初にアニメーション化されたのは1967年の「Astérix le Gaulois」からで、その後コンスタントにアニメ化されている。日本では1970年代に上陸したらしい。
また、オベリックスをジェラール・ドパルデューが演じる実写映画シリーズも作られている。
1999年の第1作『アステリックスとオベリックス』（原題：Astérix et Obélix contre César）では、アステリックスの村にユリウス・カエサル（ジュリアス・シーザー）が攻め入ってくる。アステリックスをクリスチャン・クラヴィエ、カエサルの副官をイタリア人のロベルト・ベニーニが演じている。日本では第7回フランス映画祭横浜で上映されたのみで、劇場未公開である。
2002年の第2作『ミッション・クレオパトラ』（原題：Astérix & Obélix: Mission Cléopâtre）では、新たにクレオパトラ役にモニカ・ベルッチを迎えている。日本では2002年の東京国際ファンタスティック映画祭で上映された後、翌2003年12月27日にヴァージンシネマズ六本木ヒルズ（現・TOHOシネマズ六本木ヒルズ）にて公開された。
2008年の第3作 Astérix aux jeux olympiques （スターチャンネルで『アステリックスと仲間たち オリンピック大奮闘』として放送。）では、前2作と変わり、アステリックスをクロヴィス・コルニアックが演じた。今回はカエサル役にアラン・ドロンを、ブルータス役にブノワ・ポールヴールドを迎えている（カエサル役は毎回違う俳優が演じている）。
2012年の第4作『アステリックスの冒険〜秘薬を守る戦い』（原題：Astérix et Obélix : Au service de sa Majesté）では、アステリックスをエドゥアール・ベールが演じた。カエサル役にファブリス・ルキーニ、その他のキャストにカトリーヌ・ドヌーヴ、ジャン・ロシュフォール、ヴァレリー・ルメルシェらと名優揃いとなったが、日本では劇場未公開でDVDスルーとなった。
2025年にアラン・シャバ監督によりNetflix上でWebシリーズ『アステリックスとオベリックス: 史上最大のバトル』が制作された。

## その他
- フランスには、アステリックスをテーマとしたテーマパークがある。